# Saladino
Saladino (in arabo صلاح الدين يوسف بن أيوب‎?, Ṣalāḥ al-Dīn Yūsuf ibn Ayyūb, in curdo سەلاحەدینی ئەییووبی‎, Selahedînê Eyûbî; Tikrit, 1138 – Damasco, 4 marzo 1193) è stato un sovrano e condottiero curdo, sultano d'Egitto, Siria, Yemen e Hijaz, dal 1174 alla sua morte, col titolo (laqab) di al-Malik al-Nāṣir ("il sovrano vittorioso"). Ha fondato la dinastia degli Ayyubidi ed è annoverato tra i più grandi strateghi di tutti i tempi.
Musulmano sunnita di origine curda, Saladino si oppose con le armi alle crociate europee nel Levante, come prima di lui avevano fatto 'Imad al-Din Zengi e suo figlio Norandino. Al culmine del suo potere, il suo sultanato includeva l'Egitto e altre parti del Nordafrica, Siria, Mesopotamia, Hijaz, Yemen.
Inviato presso i Fatimidi egiziani dal suo signore zengide Nūr al-Dīn Zengī nel 1163, Saladino scalò presto i ranghi del governo fatimide, diventando loro visir (wāsiṭa), anche in virtù dei suoi successi militari contro gli assalti dei crociati nel territorio egiziano e la sua intimità con l'Imam fatimide al-ʿĀḍid.
Quando lo zio di Saladino, Shīrkūh, morì nel 1169, al-ʿĀḍid nominò Saladino visir: evento non tanto straordinario quello di nominare visir un sunnita, vista la consuetudine fatimide di nominare non occasionalmente anche cristiani o ebrei alle più alte cariche non religiose dello Stato sciita ismailita. Durante il suo mandato come visir, Saladino cominciò a minare l'istituzione fatimide e dopo la morte di al-ʿĀḍid nel 1171 assunse il governo in nome del suo signore zengide, proclamando la fedeltà dei territori già fatimidi al califfato di Baghdad. Negli anni successivi, condusse incursioni contro i crociati in Palestina, ordinò la fortunata campagna di conquista dello Yemen e scongiurò ribellioni pro-fatimidi in Egitto.
Non molto tempo dopo la morte di Nūr al-Dīn nel 1174, Saladino avviò la conquista della Siria, entrando pacificamente a Damasco su richiesta del governatore Ibn al-Muqaddam, che era stato un generale di Norandino. Entro la metà del 1175, Saladino aveva conquistato Ḥamā e Homs, attirandosi l'ostilità dei vari zengidi, per nulla favorevoli all'ascesa del loro antico vassallo. Saladino sconfisse però l'esercito zengide in battaglia e fu successivamente proclamato "Sultano di Egitto e Siria" dal califfo abbaside al-Mustaḍīʾ. Portò a termine ulteriori conquiste nel nord della Siria e della Mesopotamia (Jazira), sfuggendo a due attentati alla sua vita perpetrati dagli Assassini, prima di tornare in Egitto nel 1177 per affrontare problemi interni al suo regno. Nel 1182, Saladino consolidò la conquista della Siria con la cattura di Aleppo, anche se non riuscì a conquistare la roccaforte zengide di Mossul.
Sotto la guida personale di Saladino, l'esercito ayyubide sconfisse i crociati nella decisiva battaglia di Hattin nel 1187, aprendo la strada alla riconquista musulmana della Palestina dai crociati, che si erano insediati 88 anni prima. Anche se il Regno di Gerusalemme, come regno crociato, avrebbe continuato ad esistere per un periodo prolungato, la sconfitta subita ad Ḥaṭṭīn segnò una svolta nel suo conflitto con i poteri islamici della regione. Per questo, Saladino è diventato una figura di spicco nella cultura musulmana, araba, turca e curda. Nel 1193 morì a Damasco, dopo aver devoluto gran parte della sua ricchezza ai suoi sudditi. Saladino è sepolto in un piccolo mausoleo adiacente alla Moschea degli Omayyadi.

## Etnia
Gli storici più accreditati indicano che la sua origine fosse curda. Non manca tuttavia chi, mosso probabilmente da pulsioni campanilistiche, afferma che la sua etnia fosse turca.
Perfino il defunto dittatore Saddam Hussein, che perseguitò a più riprese il popolo curdo, ammise che Saladino era di etnia curda, nato da genitori curdi nella sua stessa città natale di (Tikrit).

## Vita

### Antefatti
Saladino nacque a Tikrīt, in Mesopotamia (nell'odierno Iraq), nel 1138.
Il suo nome era "Yūsuf", mentre "Ṣalāḥ al-Dīn" è un laqab, cioè un epiteto descrittivo, che nel suo caso significa "Integrità della religione".
La sua famiglia, di etnia curda, era originaria della città di Dvīn, in Armenia, ed era parte del clan dei Rawwādī, "frazione" della tribù degli Hadhbānī, parzialmente arabizzatosi nel periodo della sua nascita.
Nel 1132 l'esercito sconfitto di ʿImād al-Dīn Zangī, che governava Mossul, durante la sua ritirata si trovò bloccato dal fiume Tigri, di fronte alla fortezza di Tikrīt, dove il padre di Saladino, Najm al-Dīn Ayyūb, serviva come titolare di un castello fortificato. Ayyūb fornì traghetti per l'esercito, consentendo a Zengi e alle sue truppe di fuggire e trovar rifugio a Tikrīt.
Mujāhid al-Dīn Bihrūz, un ex schiavo greco nominato governatore militare della Mesopotamia settentrionale grazie al servizio da lui reso ai suoi signori Selgiuchidi, rimproverò Ayyūb per aver dato rifugio a Zengī. Nel 1137 lo bandì da Tikrīt, dopo che il fratello di Ayyūb, Asad al-Dīn Shīrkūh, aveva ucciso un amico di Bihrūz per motivi d'onore. Secondo Badr al-Din ibn Shaddad, Saladino nacque la notte stessa in cui la sua famiglia lasciò Tikrit.
Nel 1139 Ayyūb e la sua famiglia si trasferirono a Mossul, dove ʿImād al-Dīn Zengī riconobbe il suo debito di riconoscenza, nominando Ayyūb comandante della fortezza di Baalbek.
Dopo la morte di Zengī nel 1146, il figlio Nūr al-Dīn divenne il governatore di Aleppo e il capo degli Zengidi.
Si racconta che Saladino, che viveva a Damasco, avesse una particolare predilezione per quella città, ma sono assai scarse altre informazioni sulla sua gioventù, anche se sappiamo che studiò a lungo e con brillanti risultati tanto le materie giuridiche quanto quelle letterarie. Chi era chiamato a governare doveva presentarsi infatti con un ottimo corredo conoscitivo ai propri sudditi. Secondo uno dei suoi biografi, al-Wahrānī, Saladino era in grado di rispondere a domande su Euclide, sull’Almagesto, sull'aritmetica e sulla Sharīʿa. Lo studio del Corano e delle "scienze religiose" (ʿulūm al-dīn) completava infatti il suo bagaglio conoscitivo.
Con suo zio Shīrkūh, acquisì un'ottima preparazione anche militare, seppure sembra che egli preferisse lo studio, dal quale si sentiva particolarmente attratto. Diverse fonti riferiscono che, nel periodo degli studi, Saladino fosse più interessato alla religione che a unirsi all'esercito.
Saladino conosceva la materia storica (taʾrīkh), biografie (siyar), genealogie degli Arabi (ansāb), ma anche le genealogie dei cavalli arabi (khayl). In particolare conosceva a memoria la raccolta di poesie della Ḥamāsa di Abū Tammām.
Oltre all'arabo e al curdo, parlava, molto probabilmente, anche il turco.

### In Egitto

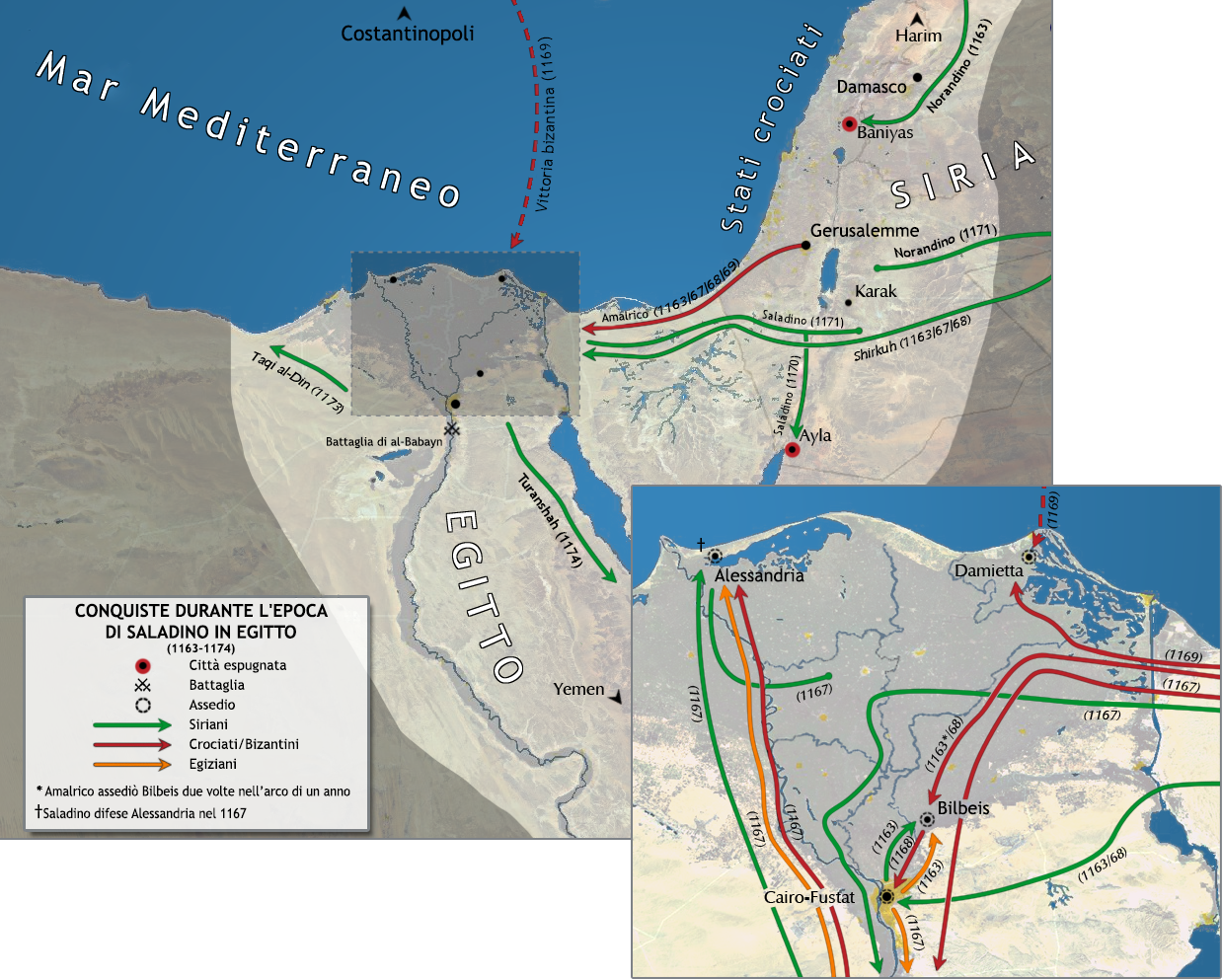
Mappa con le conquiste d'Egitto durante l'epoca di Saladino.

La carriera militare di Saladino iniziò sotto la tutela di suo zio Shīrkūh, divenuto un importante comandante militare di Norandino, l'Emiro di Mossul e Aleppo, di cui Saladino era vassallo.

Nel 1163 Shāwar, il visir del califfo fatimide al-ʿĀḍid, fu cacciato dall'Egitto dal rivale Dirghām, un membro della potente tribù dei Banū Ruzzīk. Chiese il sostegno militare di Norandino, che glielo concesse, e nel 1164 inviò Shīrkūh per aiutare Shāwar nella sua spedizione contro Dirghām. Saladino, all'età di 26 anni, andò con lo zio.
Reintegrato con successo come visir, Shāwar chiese a Shīrkūh di ritirare il suo esercito dall'Egitto, offrendo una somma di 30.000 dīnār, ma Shīrkūh non accettò, insistendo che la volontà di Norandino fosse quella di farlo rimanere in Egitto.

Il ruolo di Saladino in questa spedizione fu minore. Si sa che gli fu ordinato dallo zio Shīrkūh di raccogliere provviste dalla città di Bilbays prima che questa venisse assediata dalle forze congiunte di Crociati e delle truppe di Shāwar.
Dopo il saccheggio di Bilbays, la forza egiziano-crociata e l'esercito di Shīrkūh dovevano impegnarsi in una battaglia sul confine desertico del Nilo, appena ad ovest di Giza.
Saladino svolse un ruolo importante, comandando l'ala destra dell'esercito zengide, mentre una forza di Curdi comandava quella sinistra e Shīrkūh era posizionato al centro. Fonti musulmane, al momento, collocano tuttavia Saladino nel "gruppo del centro", con l'ordine di attirare il nemico in una trappola, mettendo in scena una falsa ritirata. La forza crociata all'inizio ebbe successo contro le truppe di Shīrkūh, ma il terreno era troppo ripido e sabbioso per i suoi cavalli, e il comandante Ugo di Cesarea fu catturato mentre attaccava l'unità di Saladino. Dopo aver combattuto sparsa in piccole valli a sud della posizione principale, la forza centrale zengide replicò all'offensiva nemica; Saladino si posizionò nella retroguardia.
La battaglia si concluse con la vittoria zengide. Secondo Ibn al-Athir, a Saladino è attribuito il merito di aver aiutato Shīrkūh in quella che alcuni storici musulmani definiscono una delle "più straordinarie vittorie che si ricordino nella storia", anche se molti uomini di Shīrkūh vennero uccisi e la battaglia è considerata dalla maggior parte delle fonti come una vittoria non decisiva.
Saladino e Shīrkūh si spostarono verso Alessandria d'Egitto, dove furono accolti e furono loro consegnati denaro e armi.
Di fronte alla superiore forza crociato-egiziana che tentava di assediare la città, Shīrkūh divise il suo esercito. Con la maggior parte di esso egli si ritirò da Alessandria, mentre Saladino rimase col compito di custodire la città.
Shīrkūh si impegnò in una lotta di potere sull'Egitto con Shāwar e Amalrico I del Regno di Gerusalemme, tanto che Shāwar richiese l'assistenza di Amalrico.
Nel 1169 si disse che Shāwar fosse stato assassinato da Saladino e Shīrkūh morì in quello stesso anno. Norandino scelse un successore per Shīrkūh mentre al-ʿĀḍid non poté fare altro che nominare come vizir Saladino in sostituzione di Shāwar.

L'Imām ismailita al-ʿĀḍid "dovette" scegliere Saladino come visir, nella speranza che le sue capacità concedessero alla dinastia fatimide di sopravvivere alla profonda crisi che l'aveva colpita da tempo. Al-Wahrānī scrisse che Saladino era stato scelto a causa della reputazione della sua famiglia e della sua "generosità e valore militare." ʿImād al-Dīn al-Iṣfahānī scrisse più realisticamente nel suo al-Barq al-Shāmī che, dopo il breve periodo di lutto per la morte di Shīrkūh, durante il quale "le opinioni erano divergenti", gli emiri fatimidi decisero di sostenere Saladino e costrinsero l'Imām a "investire lui del visirato". La maggior parte dei governanti siriani sostenne Saladino a causa del suo ruolo nella spedizione egiziana, in cui si era conquistato l'ammirazione dei militari.
Investito dell'emirato il 26 marzo, Saladino si pentì "di bere vino e trasformò la sua frivolezza fino ad assumere l'abito della religione". Avendo guadagnato potere e indipendenza, più di quanto ne avesse mai avuto nella sua carriera, affrontò quindi la questione della propria lealtà, se cioè scegliere in definitiva al-ʿĀḍid o Norandino. Girarono voci secondo le quali lo zengide sarebbe stato sospettoso circa le inconfessate ambizioni del suo sottoposto e che fosse anzi clandestinamente ostile verso la nomina di Saladino. Il Sultano zengide scrisse diverse lettere a Saladino, che le ignorò di fatto, pur senza mai abbandonare la sua formale fedeltà nei confronti del suo signore zengide.
Più tardi, nel corso dell'anno, un gruppo di soldati egiziani e di emiri tentò di assassinare Saladino, ma conoscendo le loro intenzioni, grazie al capo delle sue spie, ʿAlī b. Safyān, Saladino arrestò e uccise il capo della cospirazione, Naji, il sovrintendente civile (Muʾtamin al-khilāfa) del palazzo fatimide. Il giorno dopo 50.000 soldati africani neri, provenienti dai reggimenti dell'esercito fatimide, si opposero al governo di Saladino mentre un certo numero di emiri egiziani e di gente comune inscenarono una rivolta. Entro il 23 agosto Saladino sedò però in maniera decisiva la rivolta, e non dovette affrontare mai più una simile sfida militare dal Cairo.
Verso la fine del 1169 Saladino, con rinforzi giuntigli da Norandino, sconfisse una massiccia forza crociato-bizantina nei pressi di Damietta. In seguito, nella primavera del 1170, Nūr al-Dīn Zengī inviò il padre di Saladino in Egitto in ottemperanza alla richiesta del visir, così come fece pervenire l'incoraggiamento dal califfo abbaside di Baghdad, al-Mustanjid, che mirava a che Saladino deponesse l'Imam fatimide suo rivale, al-ʿĀḍid. Saladino stesso aveva rafforzato la sua presa sull'Egitto e aveva ampliato la sua base di consenso. Iniziò ad assegnare posizioni di rilievo nella regione egiziana ai membri della sua stessa famiglia e a garantirsi una maggiore influenza sunnita al Cairo; ordinò la costruzione in città di una madrasa per il madhhab malikita, così come, nella città di al-Fusṭāṭ, di una shafi'ita, alla quale egli stesso apparteneva.
Dopo essersi stabilizzato in Egitto, Saladino lanciò una campagna contro i crociati, assediando Darum, l'odierna Dayr al-Balah, nel 1170. Amalrico richiamò la sua guarnigione di cavalieri templari da Gaza per aiutarlo nella difesa di Darum, ma Saladino eluse la loro forza e piombò su Gaza. Distrusse la città costruita al di fuori del castello e uccise la maggior parte dei suoi abitanti dopo che fu da loro rifiutato il suo ingresso nel castello. Non è chiaro esattamente quando (probabilmente nello stesso anno) egli abbia attaccato e conquistato il castello crociato di Eilat, costruito su di un'isola al largo della testa del Golfo di Aqaba. Eilat non rappresentava certo una minaccia per il passaggio di una flotta militare musulmana, ma avrebbe potuto molestare i piccoli gruppi di navi musulmane e Saladino decise di rimuoverlo dal suo cammino.

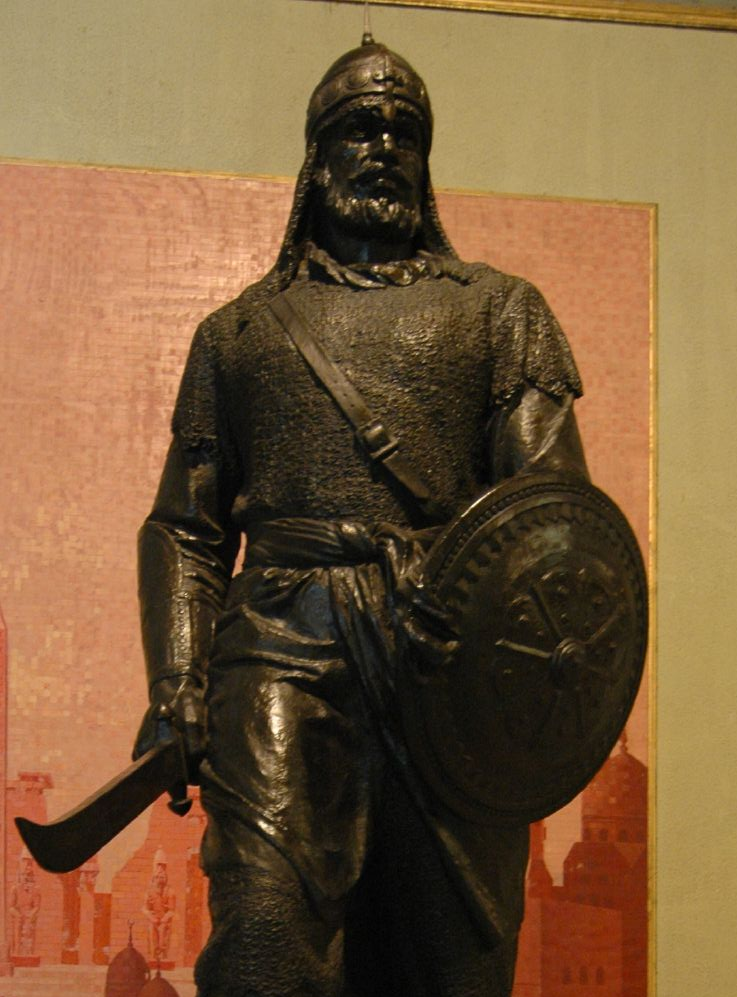
Statua di Saladino nel Museo Militare Egiziano, in Cairo

Secondo ʿImād al-Dīn al-Iṣfahānī, Norandino scrisse a Saladino nel giugno 1171, ingiungendogli di restaurare in Egitto l'obbedienza formale al califfato abbaside: cosa che Saladino organizzò due mesi più tardi, dopo l'incoraggiamento di Najm al-Dīn al-Khabushānī, il faqīh sciafeita che si era opposto con veemenza al dominio sciita-ismailita nel paese.

Molti emiri egiziani furono così uccisi da Saladino durante questa lotta, ma ad al-ʿĀḍid fu detto che essi erano morti per essersi ribellati contro l'Imām. Poi quest'ultimo si ammalò, o fu avvelenato, secondo un'altra versione. Mentre era malato, chiese a Saladino di fargli visita per affidargli i suoi figli, ma Saladino rifiutò, temendo di commettere un tradimento contro gli Abbasidi, e si dice che abbia rimpianto la sua azione dopo aver realizzato ciò che al-ʿĀḍid avrebbe voluto. L'Imām morì il 13 settembre e cinque giorni più tardi, la khuṭba in nome degli Abbasidi fu pronunciata nelle moschee del Cairo e di al-Fusṭāṭ, riconoscendo come califfo l'abbaside al-Mustaḍiʿ.
Saladino depose lo stesso Imām del Cairo, ponendo fine alla dinastia ismailita che aveva regnato dal X secolo. L'Egitto divenne così, anche ai vertici, di nuovo ufficialmente sunnita. Saladino ne divenne il sultano e avviò una dinastia che, dal nome di suo padre, prese il nome di ayyubide.
Il 25 settembre, Saladino lasciò Il Cairo per partecipare ad un attacco congiunto su Kerak e Montreal, i castelli del deserto del Regno di Gerusalemme, alleato con Norandino, che avrebbe attaccato dalla Siria. Prima di arrivare a Montreal, Saladino si ritirò, rendendosi conto che se avesse incontrato Norandino a Shawbak, questi non gli avrebbe permesso di ritornare in Egitto. Norandino non avrebbe accettato di buon grado che Saladino controllasse un territorio così ampio. Inoltre, c'era la possibilità che il regno crociato, che agì come stato cuscinetto tra la Siria e l'Egitto, avrebbe potuto crollare con i due leader che lo attaccavano da est e dalla costa. Ciò avrebbe dato a Norandino l'opportunità di annettere l'Egitto. Saladino motivò il suo ritiro con la necessità di stroncare complotti fatimidi contro di lui, ma Norandino non accettò di buon grado la sua giustificazione.
Durante l'estate del 1172, venne segnalata la presenza di un esercito proveniente dalla Nubia alleato ad un contingente di Armeni rifugiati al confine con l'Egitto. I nubiani si preparavano per un assedio contro Aswān. L'emiro della città chiese l'assistenza di Saladino, che gli mandò rinforzi comandati dal figlio Turan Shah. Di conseguenza i Nubiani fuggirono, ma tornarono nel 1173 e vennero di nuovo cacciati. Questa volta le forze egiziane avanzarono da Aswān e catturarono la città nubiana di Ibrim.
Diciassette mesi dopo la morte di al-ʿĀḍid, Norandino non aveva intrapreso alcuna azione per quanto riguardava l'Egitto, ma attendeva un qualche ritorno economico per i 200.000 dinar che aveva stanziato per l'esercito di Shīrkūḥ. Saladino pagò questo debito con 60.000 dinar, "meravigliosi manufatti", alcuni gioielli, un asino della migliore razza e un elefante. Mentre trasportava questi beni a Damasco, Saladino colse l'occasione per devastare il territorio crociato. Egli non portò un attacco contro i castelli del deserto, ma tentò di scacciare i beduini musulmani che vivevano in territorio crociato con l'obiettivo di privare gli Ifranj di guide.

Il 31 luglio 1173, il padre di Saladino, Ayyūb, rimase ferito in un incidente a cavallo e la ferita causò infine la sua morte il 9 agosto.
Nel 1174, Saladino mandò il figlio Tūrān-Shāh per conquistare lo Yemen (fatimide) e annettere il suo porto di Aden ai territori della dinastia ayyubide. Lo Yemen era visto anche come un territorio d'emergenza, nel quale Saladino avrebbe potuto fuggire in caso di un'azione ostile nei suoi riguardi di Norandino.

### In Siria

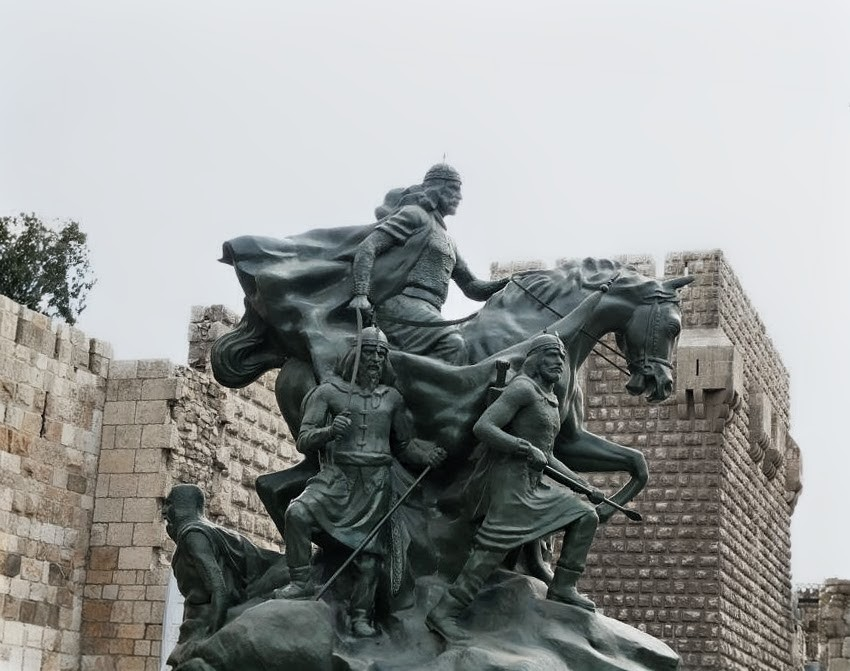
Statua equestre di Saladino di fronte alla cittadella di Damasco, Siria.

All'inizio dell'estate del 1174, Norandino era occupato nel radunare un esercito, inviare messaggi a Mosul, Diyarbakır, e in Jazira. Apparentemente stava preparando un attacco contro Saladino in Egitto. La dinastia ayyubide, scoperti i suoi preparativi, tenne un consiglio, per discutere della possibile minaccia. Saladino raccolse le sue truppe al di fuori del Cairo.
Il 15 maggio, Norandino morì (qualcuno parla di avvelenamento la settimana precedente, senza addurre tuttavia alcuna prova) e il suo potere passò al figlio al-Malik al-Ṣāliḥ Ismāʿīl, di appena undici anni. 
La sua morte determinò l'indipendenza politica di Saladino. In una lettera ad al-Malik al-Ṣāliḥ, promise di "agire come una spada" contro i nemici del giovane e si riferì alla morte di suo padre come a una "scossa di terremoto".
Sulla scia della morte di Norandino, Saladino dovette affrontare una difficile decisione; poteva muovere il suo esercito contro i crociati dall'Egitto o attendere fino a quando non fosse stato invitato da al-Malik al-Ṣāliḥ in Siria per venire in suo aiuto e lanciare una guerra da lì. Poteva anche decidere di annettersi la Siria, prima che fosse caduta, con molta possibilità, nelle mani di un rivale, ma temeva che attaccare una terra che precedentemente apparteneva al suo padrone, lo poteva far passare per un traditore, quindi non adatto a guidare la guerra contro i crociati. Saladino capì che, al fine di acquisire la Siria, egli aveva bisogno di un invito in tal senso da parte di al-Malik al-Ṣāliḥ. Altra mossa che poteva aiutarlo nella conquista della Siria era mettere in guardia il giovane sovrano sui due pericoli cui andava incontro: l'anarchia interna e gli attacchi dei crociati.
Quando al-Malik al-Ṣāliḥ fu portato ad Aleppo nel mese di agosto da Gumushtigin, uno dei capitani veterani di Norandino, che operava in veste di suo tutore (Atabeg), l'emiro si preparò a eliminare tutti i suoi rivali in Siria e al-Jazīra, a cominciare da Damasco. In questa emergenza, l'emiro di Damasco si appellò a Sayf al-Dīn di Mossul per ricevere aiuto contro Aleppo. Ma Mossul rifiutò, costringendo i siriani a richiedere l'aiuto di Saladino che soddisfò invece la richiesta. 
Saladino guidò attraverso il deserto 700 cavalieri scelti, passò per al-Kerak e poi raggiunse Bosra. Secondo il suo racconto, si unirono a lui "emiri, soldati e beduini, le emozioni dei loro cuori si vedevano sui loro volti". Il 23 novembre, arrivò a Damasco, tra le acclamazioni generali e riposò nella vecchia casa di suo padre, fino a quando le porte della Cittadella di Damasco si aprirono per lui quattro giorni dopo senza colpo ferire. Si installò nel castello e ricevette l'omaggio e i saluti dei cittadini.
Lasciando il fratello Toghtigin come governatore di Damasco, Saladino procedette nella conquista di altre città che erano appartenuti a Norandino, ma ora erano praticamente indipendenti. Il suo esercito conquistò Ḥamā con relativa facilità, ma evitò di attaccare Homs, temendo la resistenza della sua cittadella.

Saladino si spostò a nord verso Aleppo, assediandola il 30 dicembre, dopo che Gumushtigin rifiutò di abdicare al suo trono. Al-Malik al-Ṣāliḥ, temendo di essere catturato da Saladino, uscì dal suo palazzo e si appellò agli abitanti di non consegnare lui e la città alla forza d'invasione. Uno dei cronisti di Saladino affermò "il popolo cadde sotto il suo incantesimo".
Gumushtigin chiese a Rashīd al-Dīn Sinān, Gran Maestro degli Assassini di Masyaf (Siria) - che erano già in contrasto con Saladino, da quando aveva soppiantato i Fatimidi d'Egitto - di assassinare il suo rivale nel suo accampamento.

L'11 maggio 1175 un gruppo di tredici Assassini facilmente penetrò nel campo di Saladino, ma venne immediatamente scoperto, prima che avesse effettuato l'attacco, dalla morte del signore curdo di Abū Qubays, Nāṣiḥ al-Dīn Khumartekin, che aveva raggiunto Saladino e che, allarmato dalla presenza di sconosciuto vicino alla tenda del suo nuovo signore, aveva chiesto loro cosa facessero in quel posto, cadendo pugnalato a morte. Uno degli assassini fu eliminato da un generale di Saladino e gli altri furono uccisi mentre cercavano di fuggire.

Per scoraggiare i progressi di Saladino, Raimondo di Tripoli raccolse le sue forze a Nahr al-Kabīr, dove erano in attesa di un attacco in territorio musulmano. Saladino si mosse invece verso Homs, ma si ritirò dopo aver saputo che Sayf al-Dīn stava inviando alla città dei soccorsi.

Nel frattempo, i rivali di Saladino in Siria e Jazira condussero una guerra di propaganda contro di lui, affermando che "dimenticata la propria condizione [di servitore di Nūr al-Dīn]" non aveva mostrato alcun segno di gratitudine per il suo vecchio maestro, assediando suo figlio, che si era levato "in ribellione contro suo signore".

Saladino mirava a contrastare questa propaganda ponendo fine all'assedio, affermando di aver difeso l'Islam dai crociati. Il suo esercito tornò a Ḥamā per impegnare in uno scontro una forza crociata e i guerrieri cristiani si ritirarono in anticipo e Saladino proclamò questa vittoria, in grado "di aprire le porte del cuore degli uomini".

Poco dopo, Saladino entrò a Homs e catturò la sua cittadella nel marzo 1175, dopo un'ostinata resistenza dei suoi difensori. 
I successi di Saladino allarmarono Sayf al-Dīn. Come capo degli Zengidi, egli considerava la Siria e la Mesopotamia come suoi feudi di famiglia e si adirò quando Saladino tentò di usurpare le proprietà della sua dinastia. 
Sayf al-Dīn raccolse un grande esercito e lo inviò a Aleppo, dove i difensori della città lo avevano atteso con ansia. Le forze combinate di Mossul e Aleppo marciarono contro Saladino a Ḥamā.

In condizione di pesante inferiorità numerica, Saladino inizialmente tentò di venire a patti con gli zengidi, rinunciando a tutte le conquiste a nord della provincia di Damasco. Ma essi rifiutarono, insistendo sul suo ritorno in Egitto.
Vedendo che il confronto era inevitabile, Saladino si preparò per la battaglia, prendendo una posizione in alto sulle colline vicino alla gola del fiume Oronte. Il 13 aprile 1175, le truppe zengidi marciarono per attaccare le sue forze, ma ben presto si trovarono circondati da veterani ayyubidi di Saladino, che li schiacciarono.

La battaglia si concluse con una vittoria decisiva per Saladino, che inseguì i fuggitivi zengidi fino alle porte di Aleppo, costringendo i consiglieri di al-Malik al-Ṣāliḥ a riconoscergli il controllo delle province di Damasco, Homs e Ḥamā, così come un certo numero di paesi al di fuori Aleppo come Maʿarrat al-Nuʿmān.

Dopo la sua vittoria contro gli zengidi, Saladino si proclamò Sultano e soppresse il nome di al-Malik al-Ṣāliḥ nelle preghiere del venerdì e nelle monete islamiche. Da allora, ordinò che le preghiere fossero fatte in suo nome in tutte le moschee della Siria e dell'Egitto e fece battere monete d'oro (dīnār) dalla zecca del Cairo, in cui figurava il suo nuovo laqab di al-Malik al-Nāṣir Yūsuf ibn Ayyūb: "il Sovrano vincitore, Yūsuf figlio di Ayyūb".

### La conquista di Gerusalemme

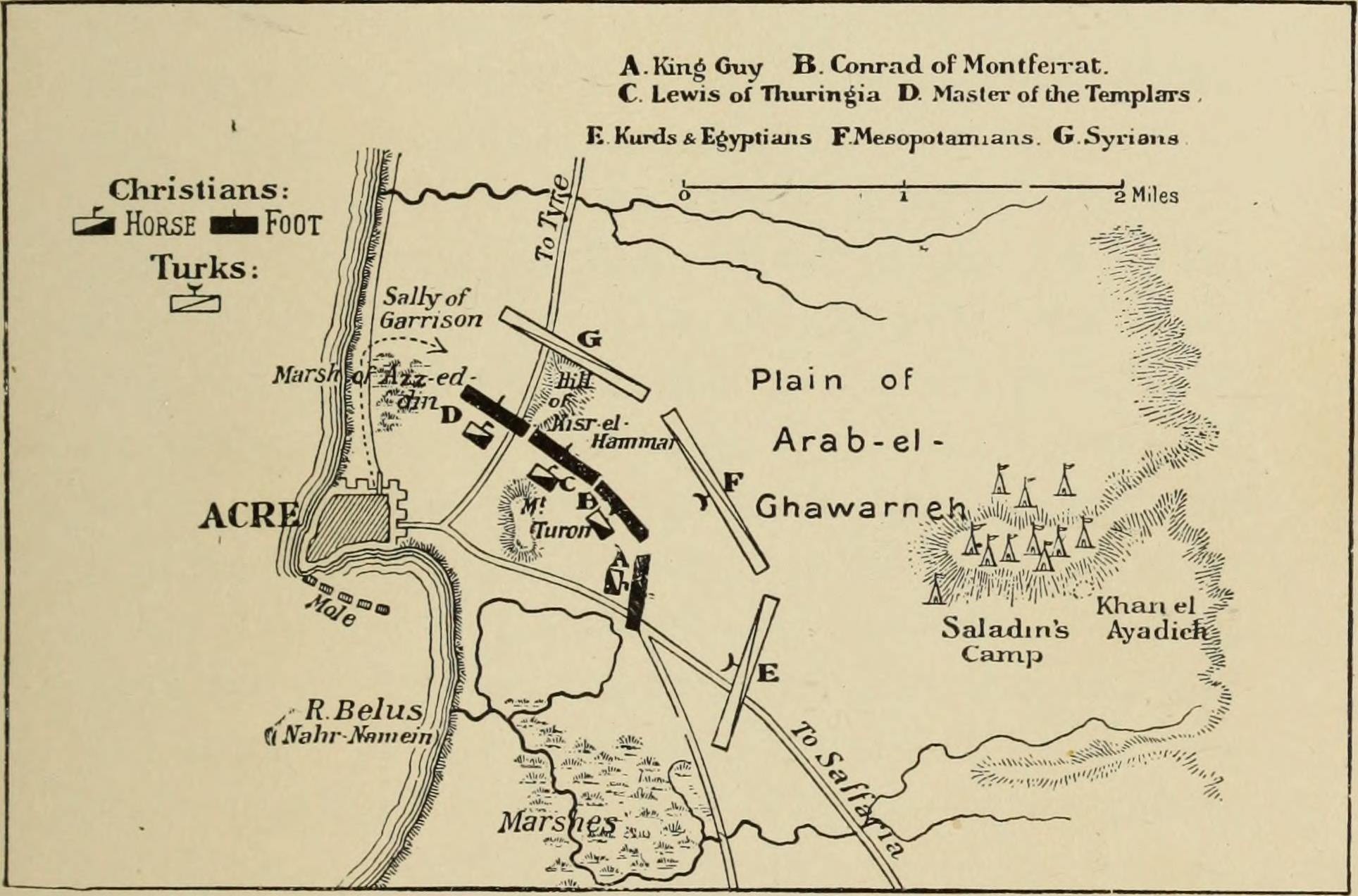
Saladino e la Caduta del Regno di Gerusalemme (mappa del 1898).

Alla morte di Norandino (maggio 1174), Saladino ne sposò la vedova e iniziò la sua personale opera di conquista dell'area siro-palestinese: riuscì a prendere il controllo di Damasco nel novembre 1174. 
Nel marzo 1175 conquistò la cittadella di Homs e il 21 giugno Azaz.
L'anno successivo mise sotto assedio Aleppo; mentre era accampato fuori dalle mura della città, il 22 maggio 1176, scampò a un tentativo di assassinio da parte di tredici appartenenti alla setta dei Nizariti. Dopo un'inutile spedizione (forse solo di facciata) sulle montagne dove avevano rifugio gli Assassini, Saladino si ritirò al Cairo.
Nel 1177 si dedicò al Regno di Gerusalemme. Per rendere compatto il mondo musulmano e portarlo a lottare contro i crociati, Saladino si servì della jihad sostenendo che la Palestina faceva parte del patrimonio musulmano e che Gerusalemme era un luogo sacro dell’Islam. Venuto a conoscenza dei piani di Saladino, Baldovino IV lasciò Gerusalemme con 500 cavalieri per tentare la difesa di Ascalona, ma venne bloccato sul posto da Saladino, forte di 30.000 uomini. I Cavalieri Templari cercarono di prestare soccorso a Baldovino ma furono posti sotto assedio a Gaza. Saladino giustiziò i suoi prigionieri cristiani e continuò la sua marcia verso Gerusalemme, conquistò Ramla e prese d'assedio Lidda e Arsuf, ma poiché non considerava più Baldovino come una minaccia, permise al suo esercito di sparpagliarsi in una vasta area, per razziare e far riposare le sue truppe. Nel frattempo, sia Baldovino sia i Templari riuscirono a liberarsi dai rispettivi assedi, e marciarono lungo la costa, nella speranza di intercettare Saladino prima che raggiungesse Gerusalemme. Il 25 settembre 1177 si scontrarono con Saladino a Montgisard, nei pressi di Ramla, cogliendolo del tutto di sorpresa.
I musulmani furono messi in rotta. Molti vennero uccisi e Saladino stesso riuscì a fuggire solo perché i suoi mamelucchi di scorta lo difesero e perché cavalcava un dromedario da corsa. Saladino tornò in Egitto, subendo continui attacchi dalle tribù di beduini lungo il tragitto. Soltanto un decimo del suo esercito riuscì a tornare con lui. Anni dopo, avrebbe definito quella sconfitta “grande come una catastrofe”. Baldovino tallonò Saladino fino nella penisola del Sinai, ma non riuscì a trarne vantaggio e in seguito Saladino tentò un nuovo attacco nel 1179.
Saladino quindi si impegnò nella conquista di Aleppo (1183) e di Mossul (1186), grandi empori commerciali.
Nel 1187 inviò a Tiberiade una piccola armata guidata da suo figlio al-Afdal, per rappresaglia nei confronti di un precedente attacco ad una carovana musulmana da parte di Rinaldo di Châtillon.
Raimondo III di Tripoli nutriva la speranza che Saladino si potesse alleare con lui contro Guido di Lusignano e per questo permise alla spedizione di attraversare il suo feudo di Tiberiade il 30 aprile; ma Gerardo di Ridefort, maestro dei Cavalieri Templari, radunò velocemente un piccolo contingente di soli 140 cavalieri, 200 turcopoli e 400 fanti, poco più  di 700 uomini in tutto; la forza del figlio di Saladino era composta da 7000 uomini. Si scontrarono a Cresson, presso Nazaret il 1º maggio. Narra l'Itinerarium Peregrinorum et Gesta Regis Ricardi:
I musulmani finsero una ritirata, Gerardo ordinò una carica, nonostante il parere contrario di Ruggero, ed i cavalieri si separarono così dalla fanteria. I musulmani riuscirono a contrastare facilmente la carica diretta dei cristiani, uccidendo prima i cavalieri esausti e poi la fanteria. Gerardo sopravvisse ma tutti gli altri cavalieri vennero uccisi. Saladino raccolse un esercito ancora più potente, forte di 20.000 uomini, e invase il regno a giugno: ebbe strada facile anche grazie alla insipiente smania aggressiva del Reggente del regno, Guido di Lusignano, di Rinaldo di Châtillon, di Umfredo II di Toron e del nuovo Patriarca Eraclio, arcivescovo di Cesarea (che erano riusciti a vanificare l'assennata linea strategica del defunto re lebbroso di Gerusalemme, Baldovino IV, orientata a un accordo con le forze islamiche dell'area).
L'esercito del Regno di Gerusalemme, mossosi dalla Città Santa in direzione nord per contrattaccare, fu distrutto nella battaglia di Hattin (4 luglio 1187), durante la quale vennero catturati sia il re Guido, sia il Gran Maestro templare, che vennero usati da Saladino come ostaggi da rilasciare in cambio della consegna di piazzeforti. La reliquia della vera Croce, portata in battaglia dai crociati come miracolosa insegna, fu presa e di essa si persero le tracce. Saladino decapitò di propria mano Rinaldo di Châtillon, adempiendo al voto solenne che aveva espresso in precedenza di vendicare una carovana di pellegrini musulmani diretti alla Mecca e spietatamente trucidati da Rinaldo. Tutti gli Ospitalieri e i Templari catturati vennero uccisi, perché la loro regola vietava di pagar riscatti per la loro liberazione e imponeva ai guerrieri liberati di tornar subito a combattere. Ai membri degli ordini militari Saladino aveva offerto la scelta tra la conversione all'Islam e la morte. Tutti preferirono essere giustiziati.
Il 10 luglio Saladino otteneva anche la città e il porto di San Giovanni d'Acri; il sultano voleva mantenere intatto questo centro commerciale che portava ricchezza ai suoi domini e infatti nei termini della resa concedeva che gli abitanti cristiani avrebbero avuto salva la vita e conservate le loro proprietà, ma per la maggior parte, costoro rifiutarono l'offerta ed emigrarono senza essere molestati.
Saladino partì poi alla conquista di altri centri costieri, di Giaffa e Beirut.
La strada per Gerusalemme era ormai aperta per Saladino ed egli pose l'assedio alla città, ma non ebbe bisogno di espugnarla: il suo difensore, Baliano di Ibelin, ebbe la saggezza di negoziare una resa onorevole in cambio di un'evacuazione ordinata dei circa 16.000 abitanti cristiani che vi erano asserragliati, i quali vennero fatti uscire e imbarcare senza subire perdite. Saladino entrò trionfante nella città il 2 ottobre 1187. Ai Crociati rimase solo il controllo di Tiro, Tripoli ed Antiochia, che pure Saladino attaccò nel 1188, ma senza successo. Il regno crociato si riduceva così a una sottile striscia costiera.

### La terza crociata e lo scontro con Riccardo Cuor di Leone

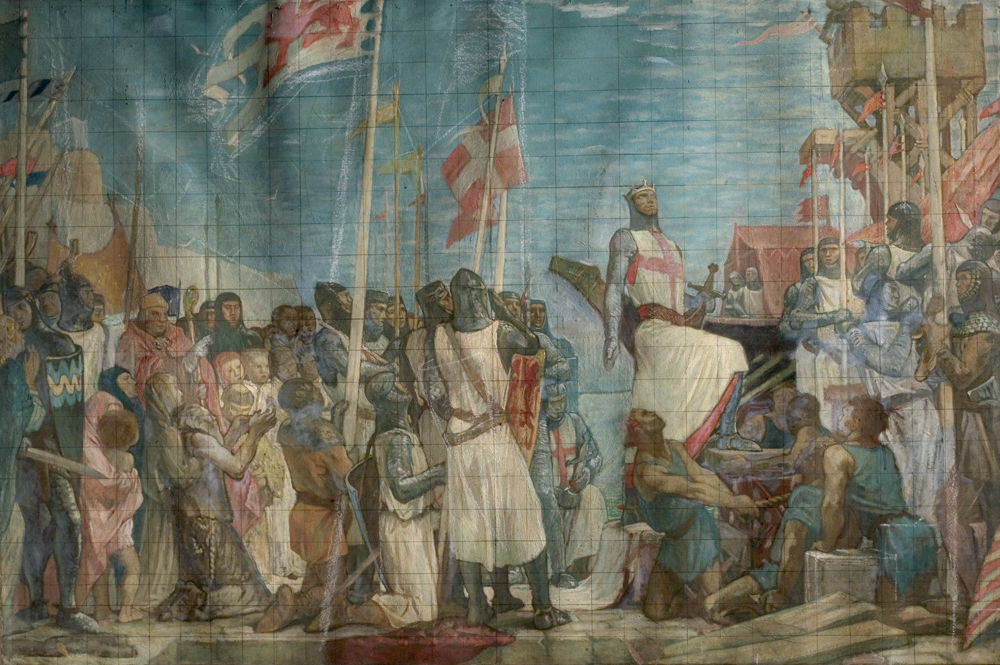
Quadro di Glyn Philpot raffigurante Riccardo Cuor di Leone che si imbarca per la terza crociata, 1927.

La notizia della perdita di Gerusalemme e della Palestina fu sconvolgente per l'Europa cristiana e vi fu presto la richiesta di una nuova Crociata, proclamata da Papa Gregorio VIII e dal suo successore Papa Clemente III. Nel 1189 giunsero numerosi contingenti militari per la liberazione della Terrasanta.
Il 4 ottobre 1189 Saladino mosse ad est della città di San Giovanni d'Acri verso il campo di Guido di Lusignano e schierò le sue truppe in un semicerchio ad oriente della città; l'esercito crociato era in mezzo e mantenne la sua posizione di fronte alle forze di Saladino, con i balestrieri, dotati di corazza leggera, in prima linea e la cavalleria pesante in seconda. Nello scontro i Templari prevalsero sui musulmani a tal punto che Saladino dovette richiedere rinforzi da altre parti del campo di battaglia; ma i balestrieri cristiani prepararono la strada per la carica della cavalleria pesante crociata e la costante avanzata del centro cristiano contro le truppe di Saladino non incontrò grande resistenza. Il centro e il fianco destro di Saladino furono travolti e messi in fuga. Ma i vincitori cristiani si sparpigliarono per saccheggiare, allora Saladino radunò i suoi uomini e quando i cristiani cominciarono a ritirarsi con il bottino, scatenò la sua cavalleria leggera su di loro. I crociati dovettero ritirarsi soffrendo gravi perdite, ma alla fine sconfissero le truppe di Saladino al costo della perdita di 7.000 uomini.

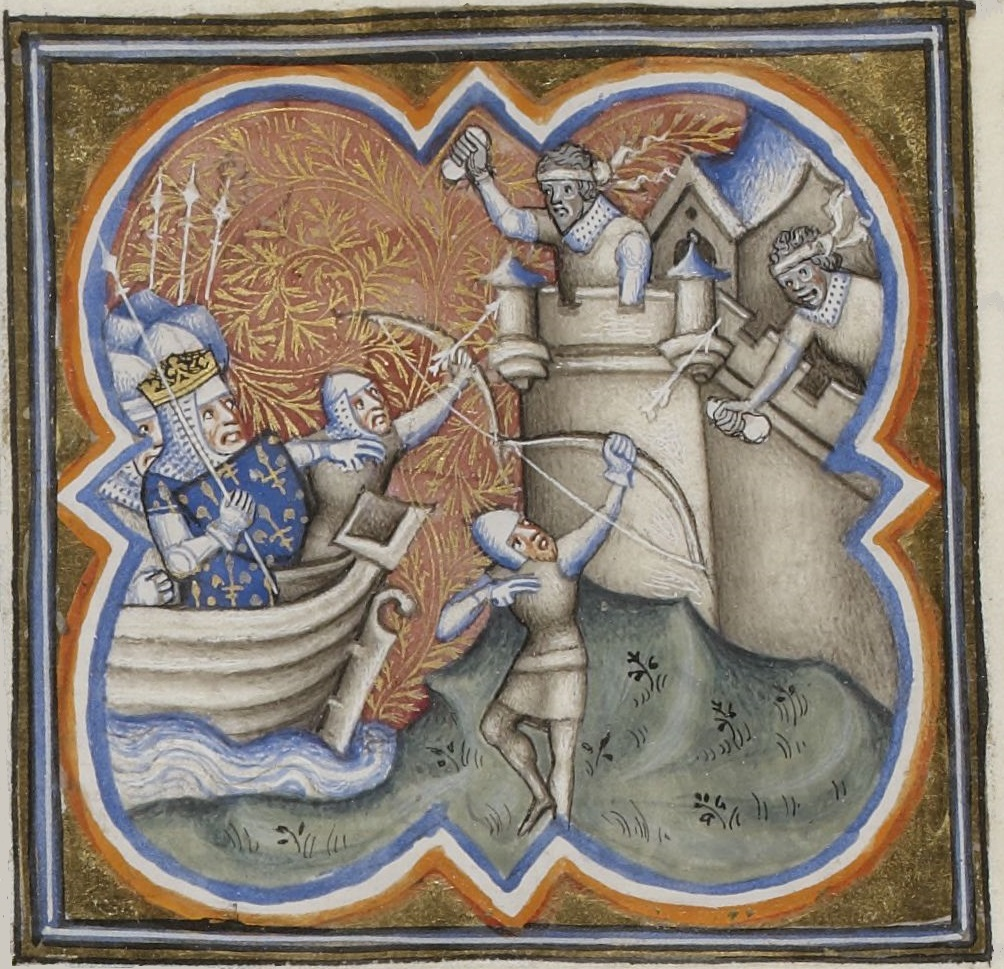
Il presidio dell'esercito di Saladino durante l'Assedio di San Giovanni d'Acri (1189-1191).

Nel 1191 Riccardo Cuor di Leone giunse in Terrasanta per tentare la riconquista di Gerusalemme. Con lo scopo di prevenire la presa di Giaffa da parte dei crociati, Saladino attese l'esercito nemico ad Arsuf, a nord di Giaffa, per bloccarne il passaggio.
Lo schieramento musulmano era  numericamente superioree la cavalleria era dotata di armamento leggero; al contrario dei cavalieri crociati che montavano cavalcature possenti e robuste e che portavano armamenti pesanti. La battaglia si aprì con una carica della fanteria di Saladino, che effettuò una serie di lanci ripetuti di lance e giavellotti contro lo schieramento serrato dei crociati; poi la fanteria musulmana si aprì per lasciare spazio alla cavalleria, che caricò a ondate le file cristiane. Nonostante i ripetuti inviti di attaccare da parte dei suoi comandanti, Riccardo continuava a tenere serrato lo schieramento, finché si pose al comando della carica e spezzò le file dei musulmani, stanchi dall'attacco sferrato senza esito.

La battaglia durò solo pochi minuti e l'esercito musulmano fu messo in rotta e costretto alla fuga.
Saladino non subì perdite eccessivamente pesanti, anzi riuscì a riorganizzare il suo esercito subito dopo; ma nel campo crociato le conseguenze psicologiche per il morale furono enormi, poiché questo era il primo vero e proprio scontro diretto con l'invincibile Saladino dopo il disastroso esito della battaglia di Ḥaṭṭīn. Saladino ebbe col sovrano plantageneto rapporti di stima, ma il re d'Inghilterra non rimase in Terra Santa abbastanza a lungo per mettere a frutto le sue indubbie qualità guerriere.

### La morte e l'eredità politica

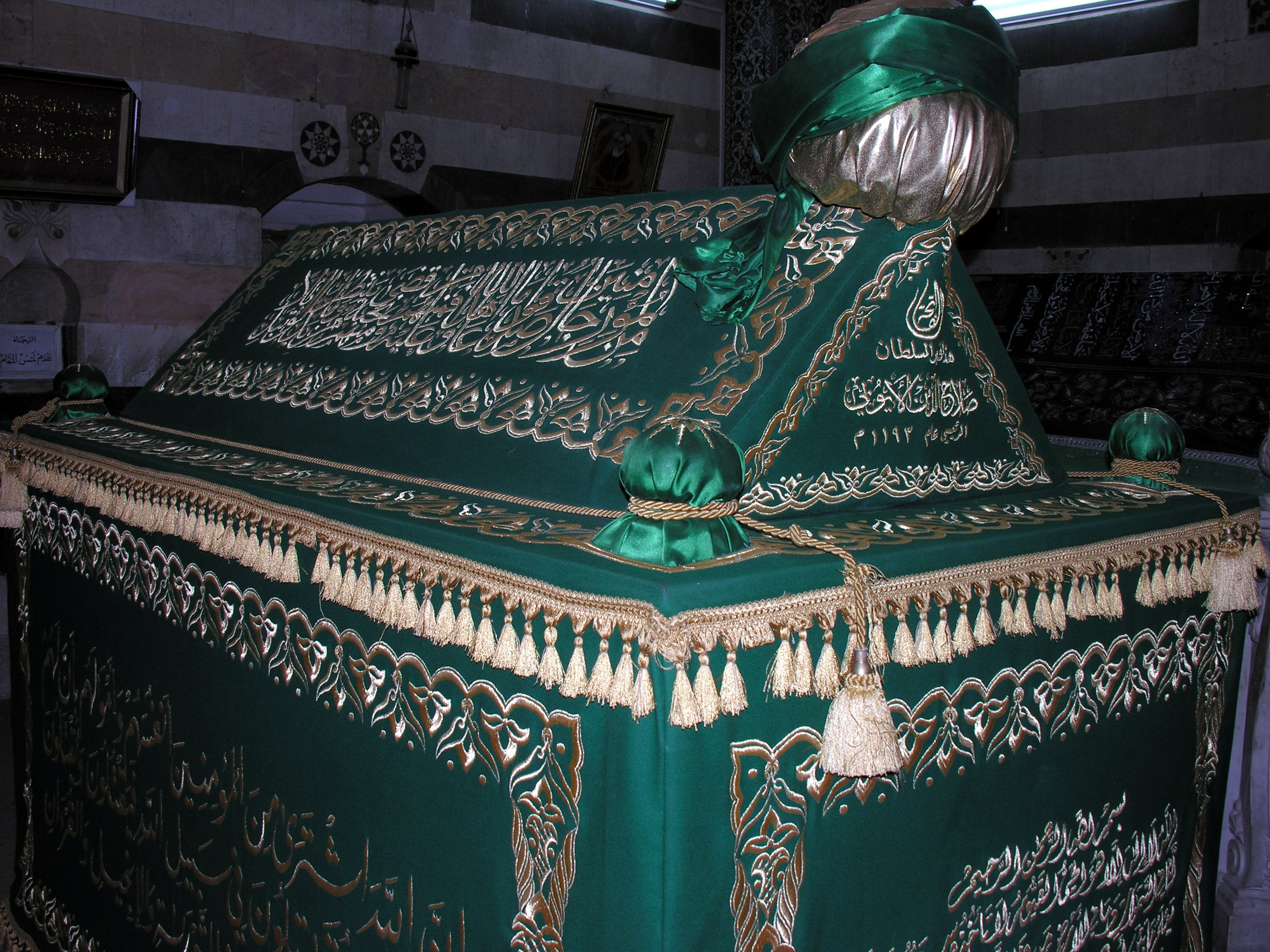
Tomba di Saladino, Damasco, Siria.

Saladino governò con energia ed efficienza l'Egitto, la Siria e lo Hijaz, tenendo sotto il proprio controllo anche le due principali città sante dell'Islam: Mecca e Medina.
Morì nel marzo 1193, pochi mesi dopo la partenza del suo grande antagonista, il re d'Inghilterra Riccardo Cuor di Leone.
A ereditare i suoi possedimenti, che andavano dall'Eufrate alla Terrasanta al Sudan, non furono tuttavia ovunque i suoi figli perché, se al Cairo, a Damasco e ad Aleppo regnarono rispettivamente al-ʿAzīz ʿUthmān, al-Afḍal ʿAlī e al-Zāhir Ghāzī, la Jazīra fu governata invece dal fratello Safedino (al-Malik al-ʿĀdil Sayf al-Dīn), i territori al di qua del fiume Giordano dal nipote al-Muʿaẓẓam ʿĪsà, figlio di Safedino, e Ḥimṣ dai discendenti di Shīrkūh. Con essi si compì il frazionamento di un territorio così vasto conquistato da Saladino, che inizialmente era composto solo dai due sultanati di Damasco e di Cairo; il primo si frammentò all'inizio del XIII secolo, il secondo venne acquisito nel 1250 dai mamelucchi (schiavi) dell'ultimo Sultano ayyubide, al-Ṣāliḥ Ayyūb, morto senza eredi.
I Mamelucchi regneranno fino al 1517, anno in cui le forze ottomane del sultano Selim I avranno la meglio sui loro avversari.

## Letteratura europea su Saladino
Dante Alighieri porrà, oltre un secolo più tardi, Saladino tra i valorosi non cristiani del Limbo, oltreché nel Convivio (per la precisione tra gli spiriti magni, come Cesare), a testimoniare la sua duratura fama di uomo retto ed esempio di virtù cavalleresca.
Saladino valentissimo signore e allora soldano di Babilonia è protagonista della Novella nona della decima giornata, narrata da Panfilo nel Decameron di Boccaccio (ma appare anche nella Novella terza della prima giornata narrata da Filomena. Del pari, il suo nome, talvolta celato dietro l'espressione fantasiosa di "Soldano di Baghdad", appare sovente nel Novellino, come esempio di rettitudine, di saggezza e di buon governo.

## Nella cultura di massa
- Negli anni Trenta del '900, in Italia, il Feroce Saladino era la figurina più rara di un seguito concorso indetto dalla Buitoni-Perugina, e pubblicizzata dalla trasmissione radiofonica I Quattro Moschettieri, ideata da Nizza e Morbelli; la cosa divenne così popolare che nel 1937 sul tema venne girato il film Il feroce Saladino di Mario Bonnard.
- Saladino è protagonista di una delle campagne di Age of Empires II: The Age of Kings, e di altri videogiochi di strategia come Civilization, serie videoludica di Sid Meier
- Nel videogioco Empires Apart, Saladino apparirà come l'eroe militare della civiltà Araba. Potente guerriero, è capace di convertire le unità quando morente, e di potenziare le unità alleate nelle vicinanze.
- È anche uno dei personaggi selezionabili in Stronghold Crusader.
- Saladino è un personaggio nel videogioco Assassin's Creed dove però non compare mai fisicamente bensì viene spesso menzionato dagli altri personaggi (in particolare dai banditori di Damasco e Gerusalemme e da Re Riccardo).
- Nel colossal cinematografico Le crociate - Kingdom of Heaven del 2005, appare il personaggio di Saladino tra i coprotagonisti e interpretato dall'attore Ghassan Massoud.
- Nel film su Gioacchino da Fiore Il Monaco che vinse l'Apocalisse di Jordan River appare il personaggio di Saladino che riceve una lettera da Riccardo I d'Inghilterra.